# Argia smithiana
Argia smithiana là một loài chuồn chuồn kim trong họ Coenagrionidae.
Argia smithiana được Calvert miêu tả khoa học năm 1909.